# Speedski-Weltmeisterschaften 2024
Die Speedski-Weltmeisterschaften 2024 fanden im März 2024 in Vars (Frankreich) statt. Vars war zum vierten Mal hintereinander und zum neunten Mal insgesamt Gastgeber von Speedski-Weltmeisterschaften.

## Teilnehmer
Es nahmen 56 Athleten aus 16 Ländern teil.
| Europa (12 Länder)                                                                              | Europa (12 Länder)                                                                         |
| ----------------------------------------------------------------------------------------------- | ------------------------------------------------------------------------------------------ |
| - Belgien (1) - Deutschland (2) - Finnland (5) - Frankreich (15) - Italien (4) - Österreich (2) | - Schweden (9) - Schweiz (3) - Slowakei (1) - Slowenien (1) - Spanien (2) - Tschechien (5) |
| Amerika (2 Länder)                                                                              |                                                                                            |
| - Kanada (2) - Vereinigte Staaten (2)                                                           |                                                                                            |
| Asien (1 Land)                                                                                  |                                                                                            |
| - Japan (1)                                                                                     |                                                                                            |
| Ozeanien (1 Land)                                                                               |                                                                                            |
| - Neuseeland (1)                                                                                |                                                                                            |

## Medaillenspiegel
| Platz | Nation     | Gold | Silber | Bronze | Gesamt |
| ----- | ---------- | ---- | ------ | ------ | ------ |
| 01    | Frankreich | 2    | 2      | 1      | 5      |
| 02    | Schweden   | 1    | 1      | 2      | 4      |
| 03    | Italien    | 1    | —      | —      | 1      |
| 04    | Tschechien | —    | 1      | —      | 1      |
| 05    | Österreich | —    | —      | 1      | 1      |
| Total | Total      | 4    | 4      | 4      | 12     |

## Strecke
Sämtliche Wettbewerbe fanden auf der Piste Chabrières statt.
| Streckenname               | Chabrières |
| Seehöhe Start              | 2720 m     |
| Seehöhe Ziel               | 2285 m     |
| Höhendifferenz             | 435 m      |
| Streckenlänge gesamt       | 1200 m     |
| Streckenlänge Wertung      | 670 m      |
| max. Gefälle               | 98 %       |
| Durchschnittliches Gefälle | 55 %       |

## Ergebnis Herren

### S1
| Platz | Land | Sportler             | Geschwindigkeit (km/h) |
| ----- | ---- | -------------------- | ---------------------- |
| 01    | FRA  | Simon Billy          | 231,43                 |
| 02    | CZE  | Radim Palán          | 230,57                 |
| 03    | AUT  | Manuel Kramer        | 229,28                 |
| 04    | AUT  | Klaus Schrottshammer | 228,44                 |
| 05    | NZL  | Tawny Wagstaff       | 227,80                 |
| 06    | FRA  | Bastien Montes       | 227,58                 |
| 07    | SLO  | Rok Perko            | 226,10                 |
| 08    | SWE  | Olof Abrahamsson     | 225,98                 |
| 09    | GER  | Marc Amann           | 224,87                 |
| 10    | SVK  | Michal Bekeš         | 224,52                 |
| …     |      |                      |                        |
| 13    | CHE  | Philippe May         | 223,63                 |
| 16    | GER  | Daniel Schöll        | 221,53                 |
| 25    | CHE  | Reto Eigenmann       | 202,23                 |

Datum: 24. März 2024

Titelverteidiger:  Simon Billy

31 Fahrer in der Wertung

### S2J
| Platz | Land | Sportler             | Geschwindigkeit (km/h) |
| ----- | ---- | -------------------- | ---------------------- |
| 01    | SWE  | Victor Persson       | 174,06                 |
| 02    | FRA  | Matias Labit         | 169,44                 |
| 03    | FRA  | Alexis Fourquet      | 169,24                 |
| 04    | ITA  | Elia Brizio          | 168,72                 |
| 05    | FRA  | Brendan Saint Germes | 162,23                 |

Datum: 19. März 2024

Titelverteidiger:  Johan Belmonte

Fünf Fahrer in der Wertung

## Ergebnis Damen

### S1
| Platz | Land | Sportler                | Geschwindigkeit (km/h) |
| ----- | ---- | ----------------------- | ---------------------- |
| 01    | ITA  | Valentina Greggio       | 226,42                 |
| 02    | FRA  | Cléa Martinez           | 222,23                 |
| 03    | SWE  | Mathilda Persson        | 217,49                 |
| 04    | SWE  | Agnes Abrahamsson       | 216,13                 |
| 05    | ESP  | Marta Visa Carol        | 214,61                 |
| 06    | SWE  | Cornelia Thun Sandström | 213,32                 |
| 07    | CHE  | Seraina Murk            | 211,42                 |
| 08    | FRA  | Maëlle Loridon          | 207,72                 |
| 09    | CZE  | Sylvie Hudečková        | 188,49                 |
| 10    | FIN  | Josefiia Heikkila       | 185,51                 |

Datum: 24. März 2024

Titelverteidigerin:  Britta Backlund

Zehn Fahrerinnen in der Wertung

### S2J
| Platz | Land | Sportler             | Geschwindigkeit (km/h) |
| ----- | ---- | -------------------- | ---------------------- |
| 01    | FRA  | Mareva Cau Lapique   | 166,41                 |
| 02    | SWE  | Siri Kling Andersson | 165,73                 |
| 03    | SWE  | Amanda Ribbegardh    | 165,06                 |

Datum: 19. März 2024

Titelverteidigerin:  Pauline Sabatut

Drei Fahrerinnen in der Wertung